# Dasypogon diadema
Dasypogon diadema är en tvåvingeart som först beskrevs av Fabricius 1781.  Dasypogon diadema ingår i släktet Dasypogon och familjen rovflugor. Inga underarter finns listade i Catalogue of Life.

## Bildgalleri

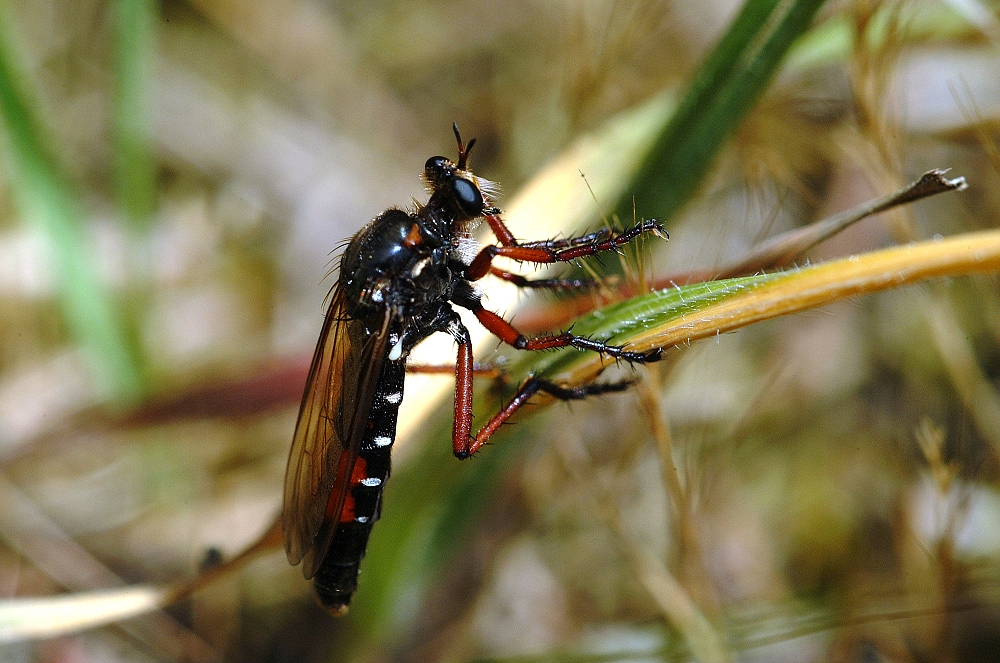
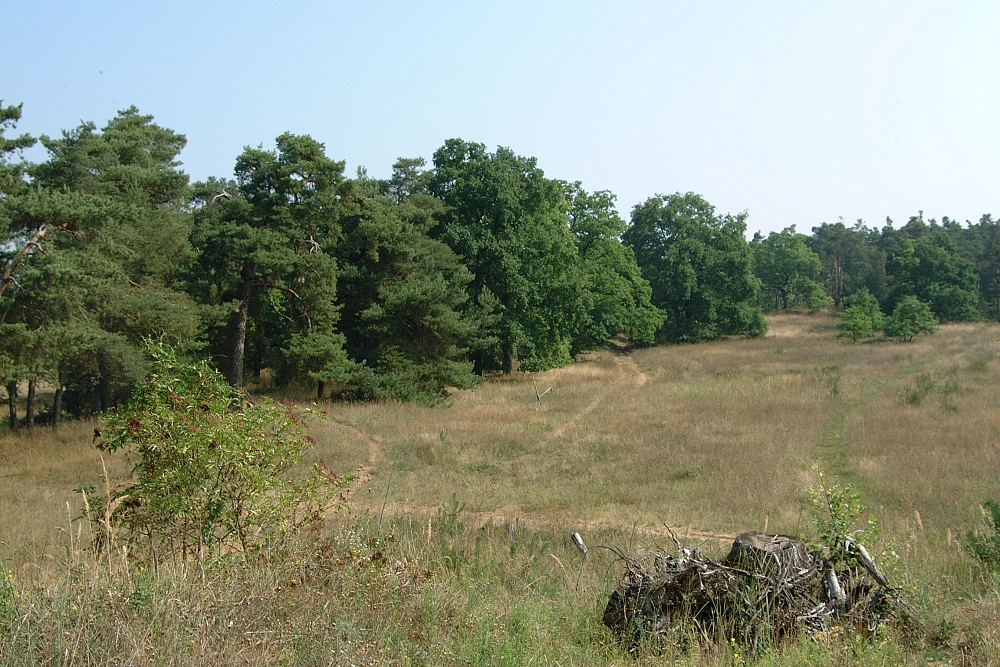
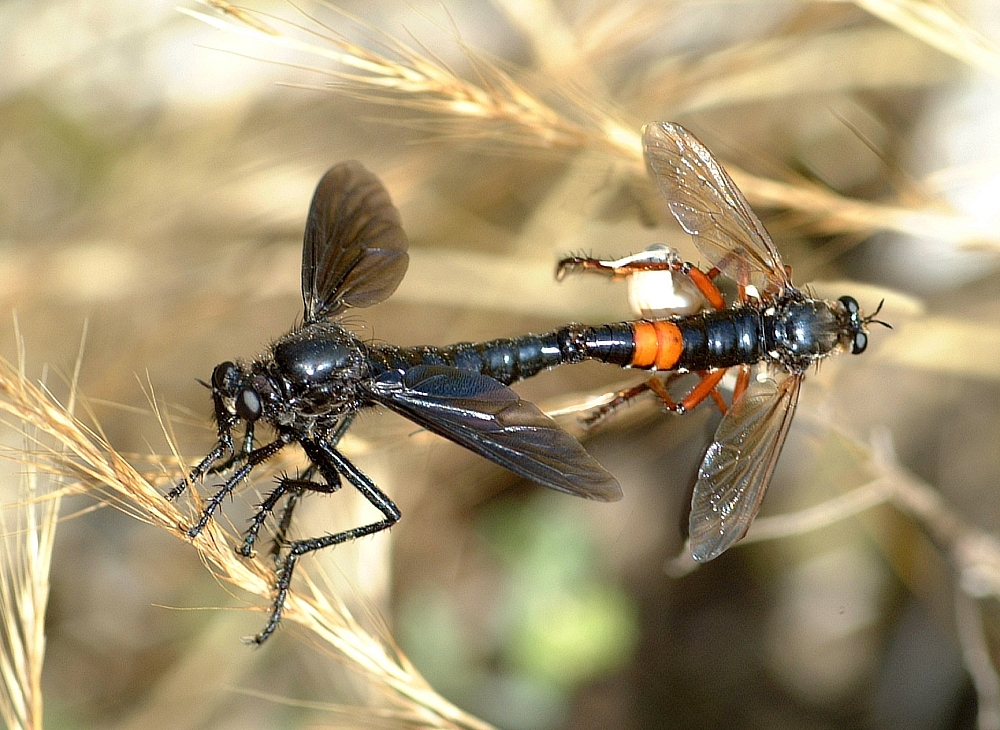
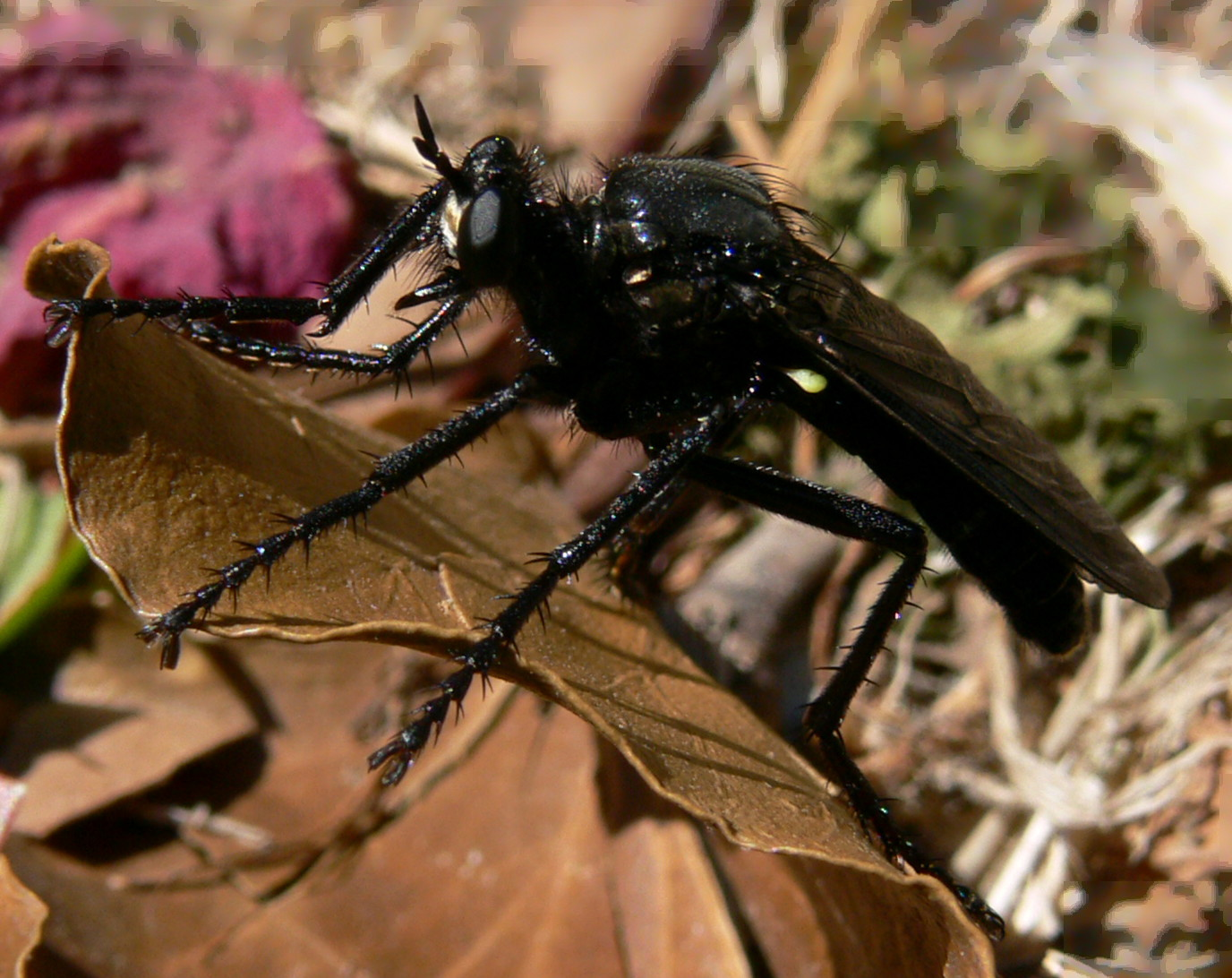
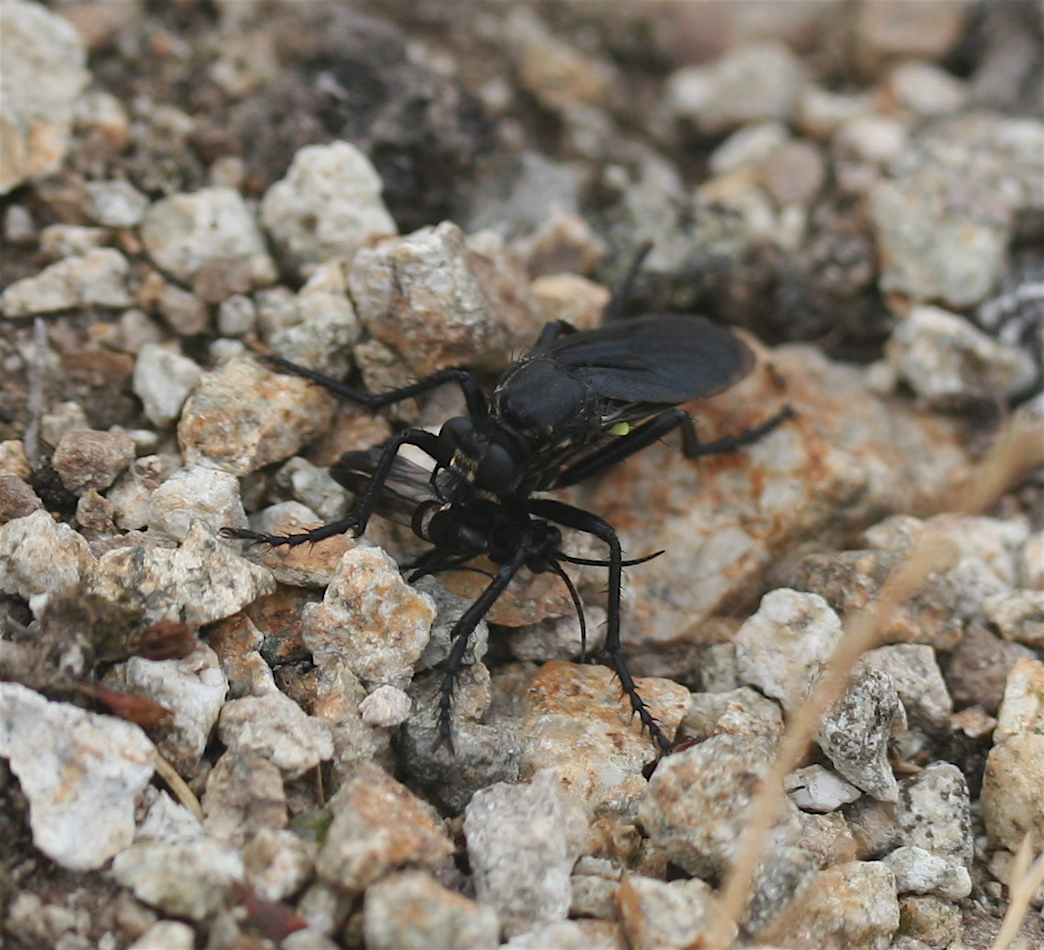
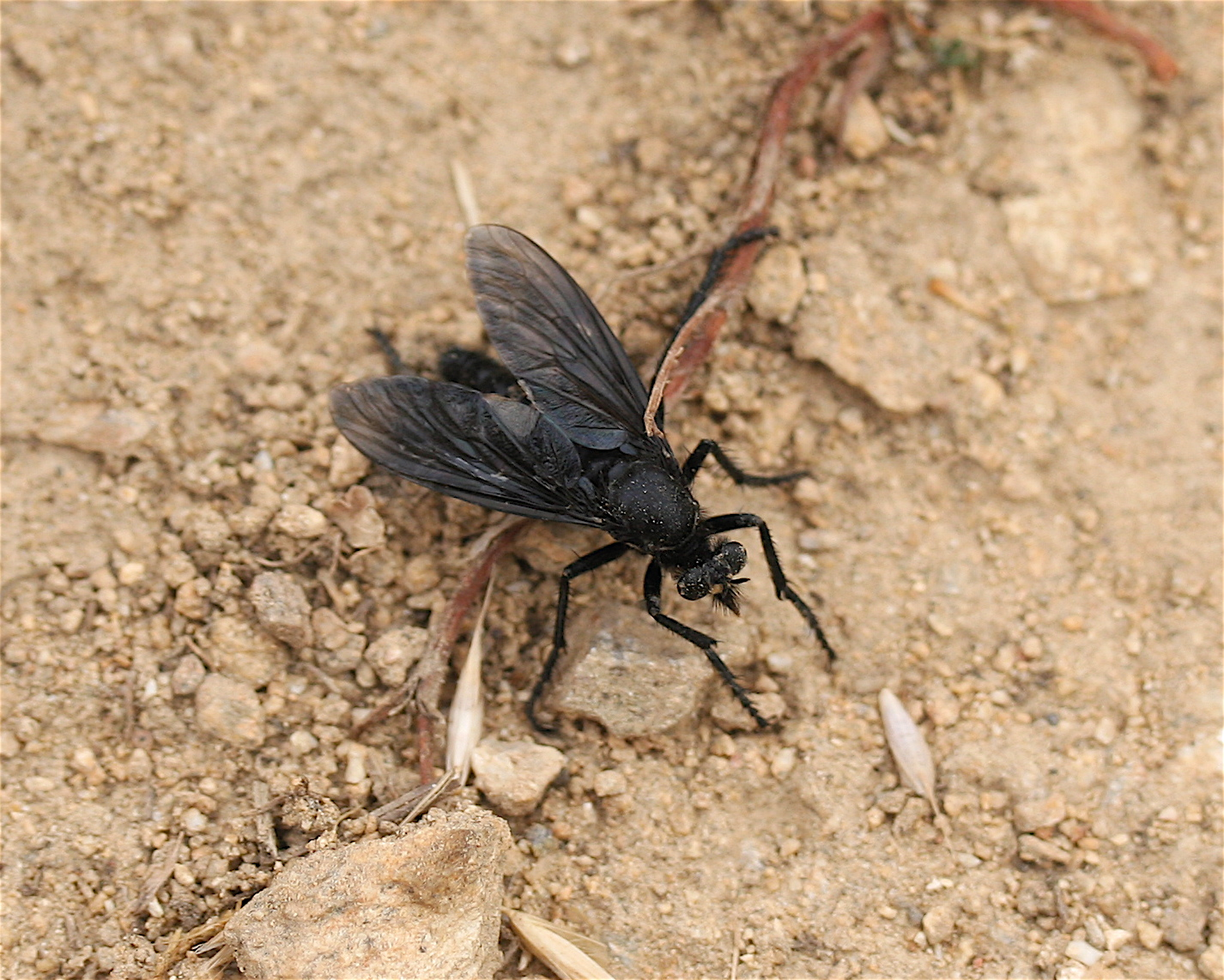